# RuneScape
RuneScape és un MMORPG (Massive Multiplayer Online Role-Playing Game en anglès) (joc de rol multijugador massiu online), implementat en llenguatge Java amb milers de jugadors actius. RuneScape va ser penjat per Jagex Ltd al gener del 1999 i aquest ofereix dues opcions de joc: Pay To Play ("P2P") o Free To Play ("F2P").
Com que està programat en Java, RuneScape no necessita cap mena d'instal·lació i s'hi pot accedir des del web oficial.
Actualment es pot jugar a Runescape en 4 idiomes: anglès (el primer), l'alemany, el francès i el portuguès, l'últim afegit.

## Context
RuneScape està situat en un món medieval fantàstic, on el personatge del jugador és una representació d'ell mateix. D'aquesta manera com els altres jocs de rol massius online, RuneScape no té cap objectiu principal o final. Els jugadors tenen la possibilitat d'explorar el món (hi ha parts que només es poden accedir fent certes missions), estableixen aliances, es fan tant amics com enemics, guanyen diners, realitzen missions, a partir d'habilitats, que poden "millorar-se" mitjançant un entrenament (l'ús repetitiu d'aquestes habilitats o "skills") entre les quals trobem pescar, minar, cuinar, construir o improvisar alguns obcjetes, entre d'altres i completen "missions" (Quests) per obtenir recompenses i augmentar el nivell de les seves habilitats. De la mateixa manera que en la vida real hi haurà persones, les qui no desitjen seguir les normes utilitzant mentides, programaris, entre altres mètodes, coneguts com a scam o cheat (estafa).